# روس كوثبرت (لاعب هوكي الجليد)
روس كوثبرت هو لاعب هوكي الجليد كندي، ولد في 6 فبراير 1892 في كالغاري في كندا، وتوفي في 1970 في Paget Island ‏ في المملكة المتحدة.

## وصلات خارجية
- روس كوثبرت على موقع EliteProspects.com (الإنجليزية)
- روس كوثبرت على موقع Eurohockey.com (الإنجليزية)
- روس كوثبرت على موقع أوليمبيديا (الإنجليزية)